# کیلب جانسون (خواننده)
کیلب جانسون (به انگلیسی: Caleb Johnson) (زاده ۲۳ آوریل ۱۹۹۱) خواننده آمریکایی است.
او برنده فصل سیزدهم امریکن آیدل شد.